# کلیف سورن
کلیفورد سورن (انگلیسی: Clifford Severn؛ زادهٔ ۲۱ سپتامبر ۱۹۲۵ – درگذشتهٔ ۴ ژوئن ۲۰۱۴) بازیگر خردسال سینما و بازیکن کریکت اهل ایالات متحده آمریکا بود.
کلیفورد سورن پسر دکتر کلیفورد بریل سورن ‎(۱۸۹۰–۱۹۸۱) بود. والدینش پس از تولد او از آفریقای جنوبی به لس آنجلس مهاجرت کردند. او هفت خواهر و برادر داشت که همگی بازیگران خردسال بودند: ونته سورن، ایوونه سورن، ریموند سورن، ارنست سورن، کریستوفر سورن، ویلیام سورن، و وینستون سورن. او در سال ۲۰۱۴ در سن ۸۸ سالگی در لس آنجلس درگذشت.
کلیفورد سورن مانند برادرانش وینستون و ریموند برای تیم ملی کریکت ایالات متحده بازی کرد.
او در نقش کلیفورد سورن (در فیلم‌های ۱۹۴۰ در نقش کلیفورد سورن جونیور)، به‌ویژه در فیلم سرود کریسمس ظاهر شد.
از فیلم‌هایی که او در آنها بازی کرده‌است می‌توان به شاهزاده و گدا (۱۹۳۷)، سرود کریسمس (۱۹۳۸)، تعقیب تبهکار (۱۹۴۱)، چه سرسبز بود دره من (۱۹۴۱)، و برداشت محصول تصادفی (۱۹۴۲) اشاره کرد.